# The Head and the Heart
The Head and the Heart este o formație americană de Indie folk⁠(d). Au fost formați în vara lui 2009 de Josiah Johnson (voce, chitară, percuție) și Jonathan Russell (voce, chitară, percuție). În prezent, formația este alcătuită Russell, Charity Rose Thielen (vioară, chitară, voce), Chris Zasche (bas), Kenny Hensley (pian), Tyler Williams (tobe) și Matt Gervais (chitară, voce). Trupa are contract cu Warner Bros. Records⁠(d) și a lansat cinci albume. Al cincilea album de studio al lor, Every Shade of Blue⁠(d), a fost lansat pe 29 aprilie 2022.

## Istorie
Membrii s-au întâlnit și au format trupa printr-o serie de seri cu microfonul deschis de la pubul Conor Byrne din cartierul Ballard⁠(d) din Seattle. Josiah Johnson se mutase la Seattle din California de Sud⁠(d) pentru studii universitare, iar Jonathan Russell se mutase recent din Richmond, Virginia. Ei s-au întâlnit cu claviaturistul Kenny Hensley, care se mutase și el la Seattle pentru a se ocupa de scrierea de partituri muzicale, și pe Charity Rose Thielen, care se întorsese recent după un an de studii în străinătate la Paris, la Sciences Po. Bateristul Tyler Williams mai fusese în formația Prabir and The Substitutes⁠(d) din Richmond, Virginia și s-a mutat la Seattle pentru a cânta cu The Head and The Heart, după ce a audiat un demo pe care Russell i l-a trimis conținând melodia „Down In The Valley”. Chris Zasche era barman la Conor Byrne Pub, lucra unele schimburi la The Perkins School și cânta în formațiile din Seattle The Maldives și Grand Hallway. El a fost ultimul care a fost adăugat față de formația inițială.
Johnson a explicat cum a fost ales numele trupei (care se traduce drept „Capul și inima”): „Capul îți spune să fii stabil și să-ți găsești un loc de muncă bun, știi în inima ta că asta [formația] este ceea ce ar trebui să faci, chiar dacă pare o nebunie.”

## Albume

### The Head and the Heart
Discurile cu albumul The Head and the Heart⁠(d), imprimate chiar de membrii formației și distribuite în coperți lucrate manual din denim au fost vândute la spectacole în câteva săptămâni, și în curând magazinele locale de discuri Easy Street și Sonic Boom nu și-au epuizat stocurile. După o frenezie de interes din partea caselor de discuri și a managerilor, formația a semnat cu Sub Pop în noiembrie 2010. Sub Pop a remasterizat albumul, l-a extins cu o versiune de studio a concertului lor tradițional „Rivers and Roads” și a reînregistrat un cântec („Sounds Like Hallelujah”). Albumul a fost relansat în format CD și, a fost lansat în premieră pe LP de vinil, de Ziua Magazinelor de Discuri⁠(d) în 2011. Formația a semnat cu Heavenly Recordings⁠(d) în Regatul Unit și Europa. 
Formația a făcut turnee extinse în 2010 și 2011 atât în Statele Unite, cât și în Europa și a cântat în deschidere pentru Vampire Weekend⁠(d), The Walkmen⁠(d), Dr. Dog⁠(d), Dave Matthews⁠(d), The Low Anthem⁠(d), The Decemberists⁠(d), Iron & Wine⁠(d), My Morning Jacket⁠(d), și Death Cab For Cutie⁠(d), precum și în concerte proprii. În martie 2011, City Arts Magazine din Seattle i-a numit „cea mai bună formație nouă din Seattle”, iar trupa și-a făcut debutul la televiziune pe 21 aprilie 2011, la Conan⁠(d). Albumul a ajuns în Billboard 200 Album Charts pe locul 110 și recordul a rămas în top zece săptămâni. 

### Let's Be Still
Al doilea album al formației, Let's Be Still⁠(d), a fost lansat pe 15 octombrie 2013. Înregistrată la Seattle și produsă împreună cu Shawn Simmons, prima piesă, „Shake”, a fost difuzată pe 5 august 2013. Solistul Johnson a spus despre ea: "... este prima dată când am produs ca formație completă. Aici sunt influențele tuturor în egală măsură prezente și predominante pe tot parcursul albumului”. James Christopher Monger de la AllMusic a spus despre album: „Predilecția grupului pentru un rock sincer, o combinațîe între Avett Brothers⁠(d) și Fleet Foxes⁠(d) este evidentă chiar de la început, cu «Homecoming Heroes» și „Another Story”, care ambele utilizează o arhitectură folk-rock familiară pentru a țese povești sincere și familiare despre cele două părți ale corpului de la care formația își trage numele.” Pe 2 noiembrie 2013, Let's Be Still a ajuns pe locul 10 în clasamentul de albume Billboard 200. Trupa a petrecut o mare parte din anul 2014 în turnee de promovare a albumului. Thielen a dedicat ceva timp și compunerii de cântece pentru alți artiști, inclusiv pentru Mavis Staples⁠(d). Thielen și Matt Gervais s-au căsătorit în 2015.

### Signs of Light

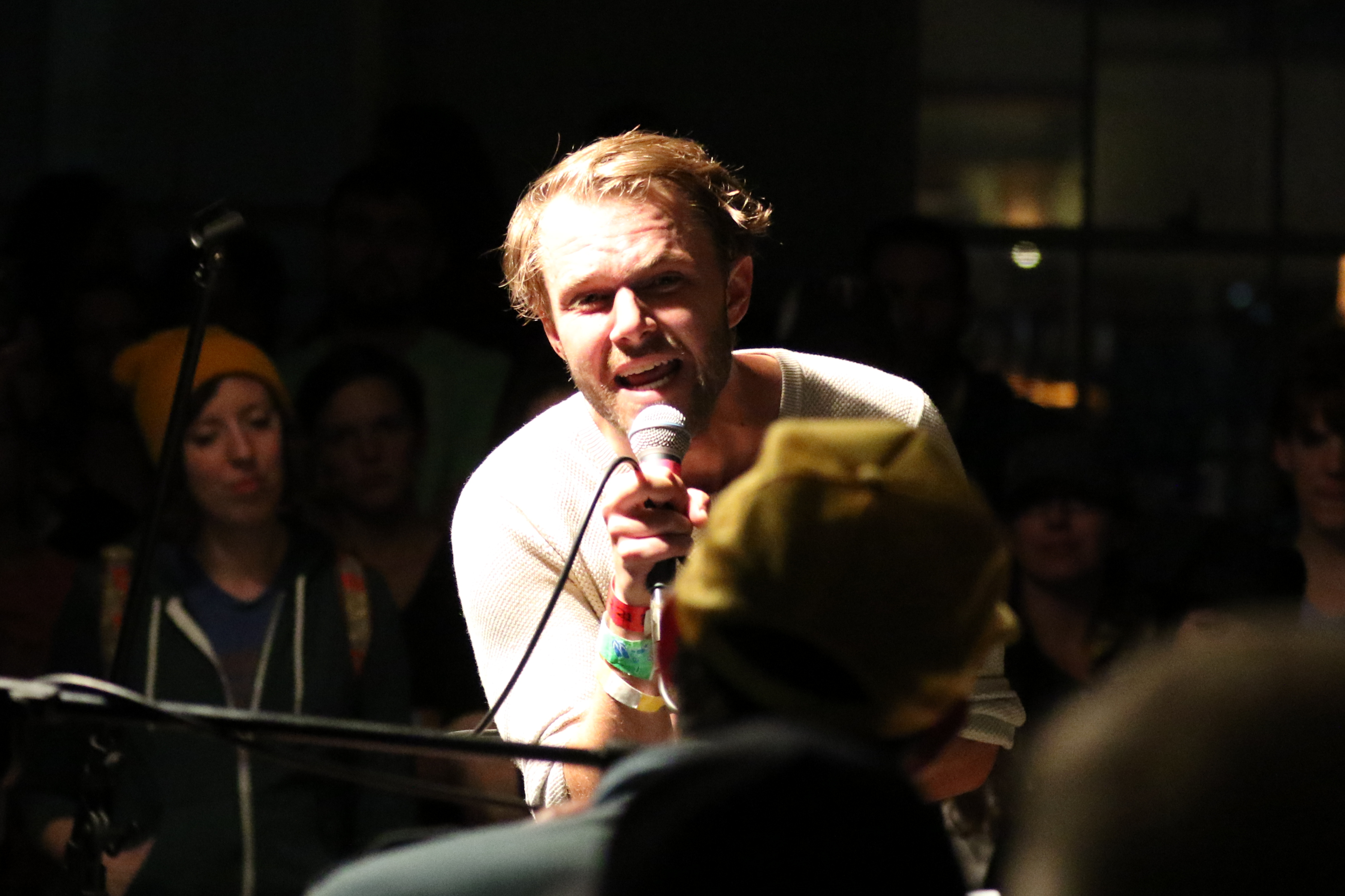
Josiah Johnson, vocalistul The Head and the Heart, cântând în 2015.

Formația și-a lansat al treilea album de studio, Signs of Light⁠(d), în septembrie 2016, și a făcut turnee în America de Nord și Europa după lansarea acestuia.
La mijlocul anului 2015, Johnson și Russell au început procesul de compoziție pentru al treilea album în Montecito Heights⁠(d) din Los Angeles. Formația a continuat să înregistreze mare parte din an, dar în martie 2016 s-a anunțat că Johnson nu va mai apărea în planurile de turneu ale trupei pentru a se concentra pe tratarea dependenței de droguri. El a fost înlocuit de soțul lui Thielen, Matt Gervais. Înainte de lansarea albumului în septembrie 2016, a apărut single-ul „All We Ever Knew⁠(d)”.
Formația a efectuat turnee pe tot parcursul anului 2017 cu spectacole la Coachella⁠(d), Red Rocks Amphitheatre⁠(d), Hinterland Music Festival⁠(d) și Lollapalooza.

### Living Mirage
Pe 14 martie 2019, formația a anunțat că al patrulea album, Living Mirage⁠(d), va fi lansat pe 17 mai, iar primul single va fi „Missed Connection”. Pe 5 aprilie, trupa a lansat un al doilea single de pe album, intitulat „Honeybee”. Ei au publicat și o interpretare live din 21 martie de la The Belasco din Los Angeles. Trupa a anunțat un turneu de primăvară/toamnă 2019 care a constat din 38 de spectacole în America de Nord.

### Every Shade of Blue
Pe 21 ianuarie 2022, formația a lansat un single, „Every Shade of Blue” de pe al cincilea album de studio cu același nume⁠(d), care a fost lansat pe 29 aprilie 2022.

### LP6 fără titlu
În iunie 2024, trupa a anunțat pe X că a finalizat înregistrarea și autoproducția celui de al șaselea LP în Richmond, Virginia și Seattle, Washington.

## În cultura populară
„Rivers and Roads”, unul dintre single-urile formației, a fost folosit în ultimul episod al serialului de televiziune american Chuck. A apărut și pe coloana sonoră a sitcomului How I Met Your Mother, la sfârșitul episodului 16 din sezonul 7, în ultima scenă a finalului sezonului 4 din New Girl⁠(d) și în ultimele două scene ale episodului 14, intitulat „She”, din serialul The Good Doctor⁠(d). Ea se aude și la finalul episodului „Hiding Behind My Smile” din sezonul 2 al serialului New Amsterdam⁠(d).
Single-ul „Down in the Valley”, a fost inclus în ultimul episod dintr-unul din sezoanele serialului britanic de televiziune Beaver Falls⁠(d), dar și episodul 9 din sezonul 5 din Sons of Anarchy⁠(d), intitulat „Andare Pescare”, precum și la finalul episodului 5 din primul sezon din Battle Creek⁠(d).
Formația a apărut într-un cameo în serialul Hart of Dixie⁠(d), interpretând melodia „Shake”, în episodul 3 din sezonul 3. Cântecul „Lost in My Mind” a apărut în episodul „Hairdos & Holidays” din același serial. „Lost in My Mind” a fost piesă de suport și pentru trailerul cinematografic al filmului Silver Linings Playbook.
Primul episod al sezonului doi din AUDIO-FILES⁠(d) de la BYUtv⁠(d) a fost centrat pe formație și a conținut interpretări live ale cântecelor „Winter Song” (cântat pe o roată Ferris), „Sounds Like Hallelujah”, etc. Piesa „Let's Be Still" apare într-o reclamă de televiziune din 2015 pentru Corona⁠(d). „Let's Be Still” a apărut și într-un episod al celui de al doilea sezon din The Night Shift⁠(d) și la sfârșitul episodul trei din primul sezon de Heartbeat⁠(d).
Formația apare în primul episod al comediei-dramei de televiziune Roadies⁠(d) de pe Showtime, creată de Cameron Crowe⁠(d). The Head and the Heart cântă la începutul primului episod al serialului, în deschidere pentru formația pe care echipajul rutier fictiv, condusă de personajul „Bill”, interpretat de Luke Wilson, o susține cu consecvență pe drumul ei prin țară într-un mare turneu prin mai multe orașe.

## Filme
Formația apare într-o scenă de club în filmul Lucky Them⁠(d) din 2013, interpretând piesa „Shake”.
Cântecul „No One to Let You Down” se aude peste genericul final⁠(d) al filmului din 2014 Wish I Was Here⁠(d).
Cântecul „Rivers and Roads” a apărut în documentarul Gleason din 2016, care relatează viața fostului jucător NFL Steve Gleason⁠(d) și suferința lui de ALS. Gleason și soția sa cântă un vers din cântec pentru fiul lor nou-născut Rivers. Cântecul rulează și la sfârșitul filmului.